# ライヴ・イン・ジャパン (アクセプトのアルバム)
『ライヴ・イン・ジャパン』（原題：Kaizoku-Ban）は、ドイツのヘヴィメタル・バンド、アクセプトが1985年に録音・発表した、キャリア初のライブ・アルバム。

## 概要
アルバム『メタル・ハート』（1985年）リリースに伴うツアーのうち、1985年9月19日の名古屋公演からの6曲が収録された。なお、本作の録音の前日に行われた大阪フェスティバルホール公演の模様は、後にライブ・アルバム『ステイング・ア・ライフ』として発表されている。
フルレングス・アルバムではなくEPとしてリリースされた理由について、ウルフ・ホフマンは「俺達はその頃、フル・サイズのライブ・アルバムはもっと後に取っておきたいと思っていた」と語っている。また、本作はオーヴァーダブ無しのアルバムとされていたが、ホフマンによれば真相は「スタジオで少しだけバッキング・ボーカルをオーヴァーダブした。あと、ギグの間に一回だけコードを間違えたから、そこは後でやり直したけど、それだけだよ」とのことである。

### カバーアート
オリジナル・ジャケットには、アクセプトを邦訳した容認の「容」という字で大きく描かれたデザインを使用。1992年発売のドイツ盤再発CDではタイトルが『Live in Japan』に変更され、ジャケットにはバンドのステージ写真が使用された。

## 収録曲
1. メタル・ハート "Metal Heart" – 5:23
2. スクリーミング・フォー・ア・ラヴバイト "Screaming for a Love-Bite" – 4:24
3. アップ・トゥ・ザ・リミット "Up to the Limit" – 4:53
4. ヘッド・オーヴァー・ヒールズ "Head Over Heels" – 5:58
5. ラヴ・チャイルド "Love Child" – 4:44
6. リヴィング・フォー・トゥナイト "Living for Tonite" – 3:53

## 参加ミュージシャン
- ウド・ダークシュナイダー - ボーカル
- ウルフ・ホフマン - ギター、バッキング・ボーカル
- ヨルグ・フィッシャー - ギター、バッキング・ボーカル
- ピーター・バルテス - ベース、バッキング・ボーカル
- ステファン・カウフマン - ドラムス、バッキング・ボーカル